# O beijo (Gustav Klimt)
O beijo (original em alemão: Der Kuss) é uma pintura a óleo com adição de folhas de ouro, prata e platina do pintor simbolista austríaco Gustav Klimt. Foi criada em algum ponto entre 1907 e 1908, no período que os estudiosos da arte chamam de "Fase Dourada". Foi exibida em 1908 com o título de Liebespaar (Os Amantes, em alemão) conforme constava no catálogo da exposição. A pintura retrata um casal abraçando um ao outro, com seus corpos enrolados em um belo manto decorado influenciado pelo estilo contemporâneo da Art Nouveau e pelas formas orgânicas do movimento artístico Arts and Crafts.
Hoje a pintura é exposta na Galeria Österreichische Belvedere da Áustria (Österreichische Galerie Belvedere, em alemão) no Palácio Belvedere, em Viena na Áustria Palácio do Príncipe Eugénio de Saboia, tombado como Património Mundial da UNESCO, fazendo parte das coleções de Palácio e Castelos das Residências da Casa de Saboia, a obra-prima da Secessão de Viena (variante local da Art Nouveau) e a obra mais popular de Klimt depois do Retrato de Adele Bloch-Bauer I.

## Antecedentes
Amor, intimidade, e sexualidade são temas comuns achados nas obras de Gustav Klimt. Os Frisos do Palácio Stoclet e os Frisos de Beethoven são bons exemplos do foco de Klimt na intimidade de uma forma romântica. Ambos as obras são percursoras para a obra O Beijo e apresentam o recorrente abraço de dois amantes.

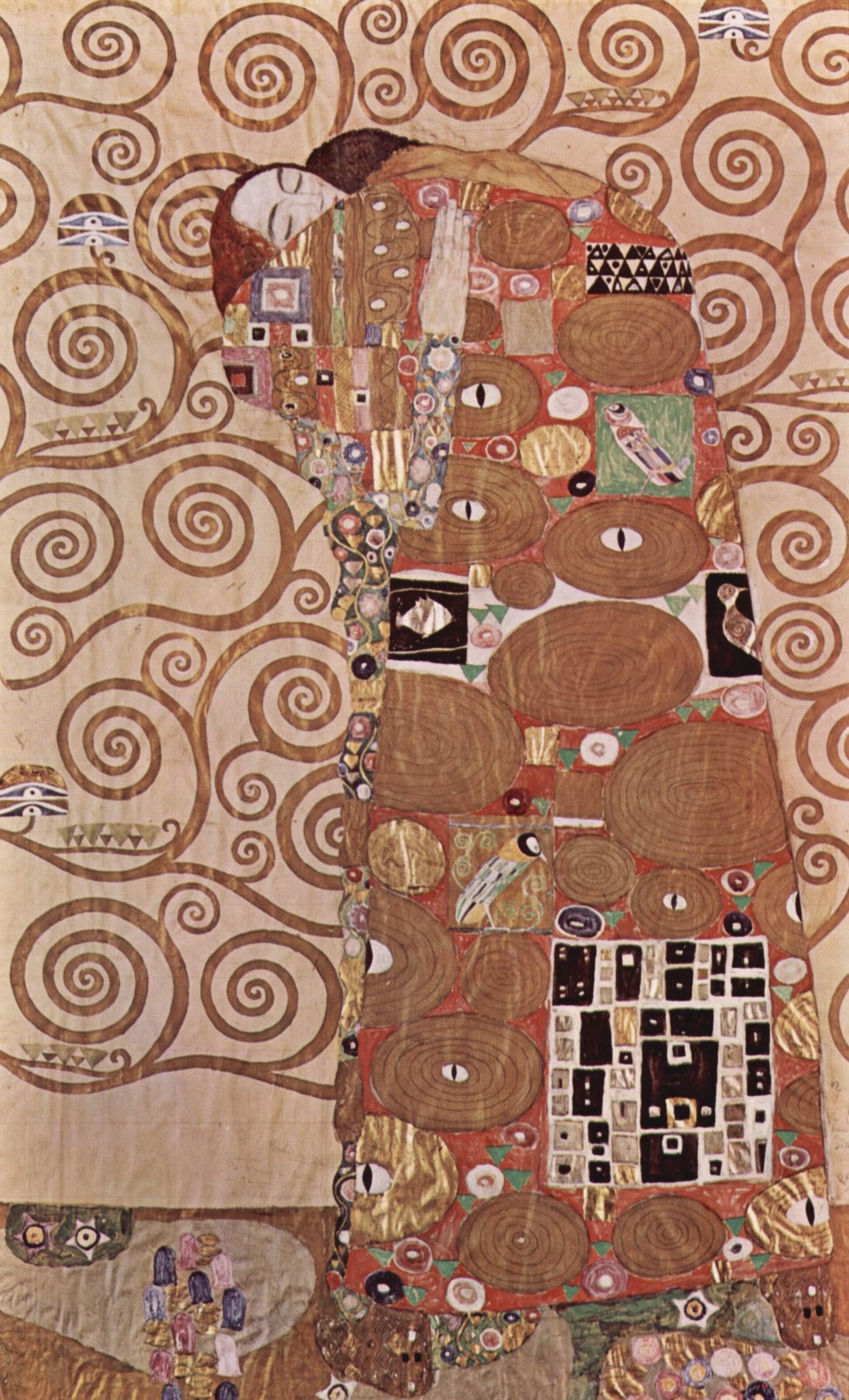
Fulfilment, (1905–1909) esboço para o friso da parede do Palácio Stoclet em Bruxelas.

Acredita-se que Klimt e sua companheira Emilie Flöge posaram para a pintura ser feita, porém não há evidencias ou registros para provar essa tese. Outros sugerem que a figura feminina da pintura seja a modelo conhecida como "Red Hilda"; ela carrega uma forte semelhança com as figuras femininas nas obras Senhora com boá de chapéu e penas (1909) Peixe-dourado (1902) e Danaë (1907-1908).

## Descrição
Gustav Klimt retrata na sua obra o casal confinado em um íntimo abraço em contraste com um fundo plano e dourado. As duas figuras são situadas à beira de um pasto florido que termina abaixo dos pés expostos da figura feminina. A figura masculina veste um manto estampado com padrões geométricos e sutis redemoinhos. Ele usa uma coroa de vinhas enquanto a mulher usa uma coroa de flores. Ela apresenta-se em um vestido florido com padrões de flores. O rosto do homem não é revelado ao observador e ao invés disso, seu rosto está abaixado à dar um beijo no rosto da mulher e suas mãos abraçando seu rosto. Os olhos da mulher estão fechados e com um braço envolto do pescoço do homem; o outro braço repousa gentilmente sobre a mão do homem; e sua face está virada para cima para receber o beijo dele.

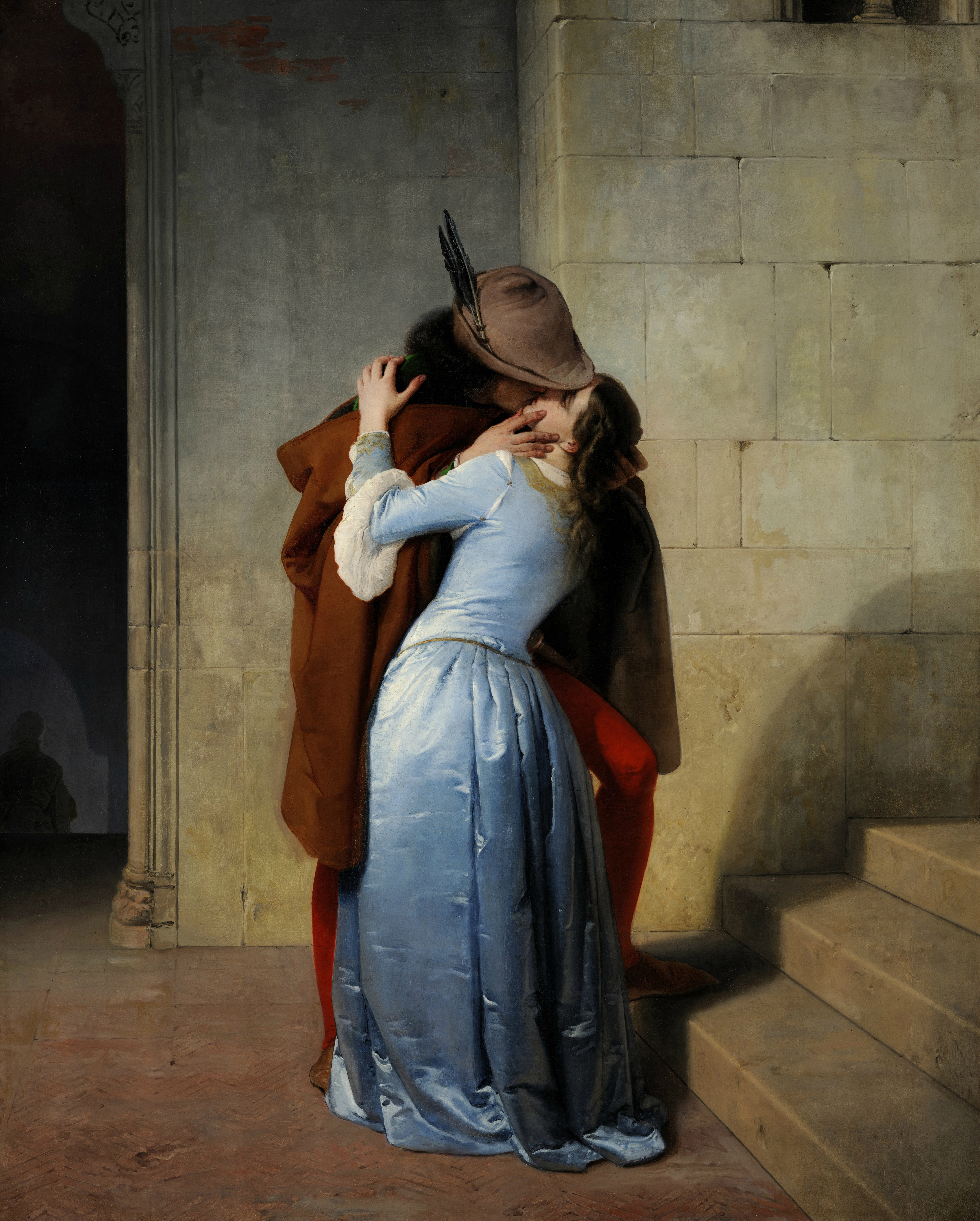
O Beijo (1859) de Francesco Hayez.

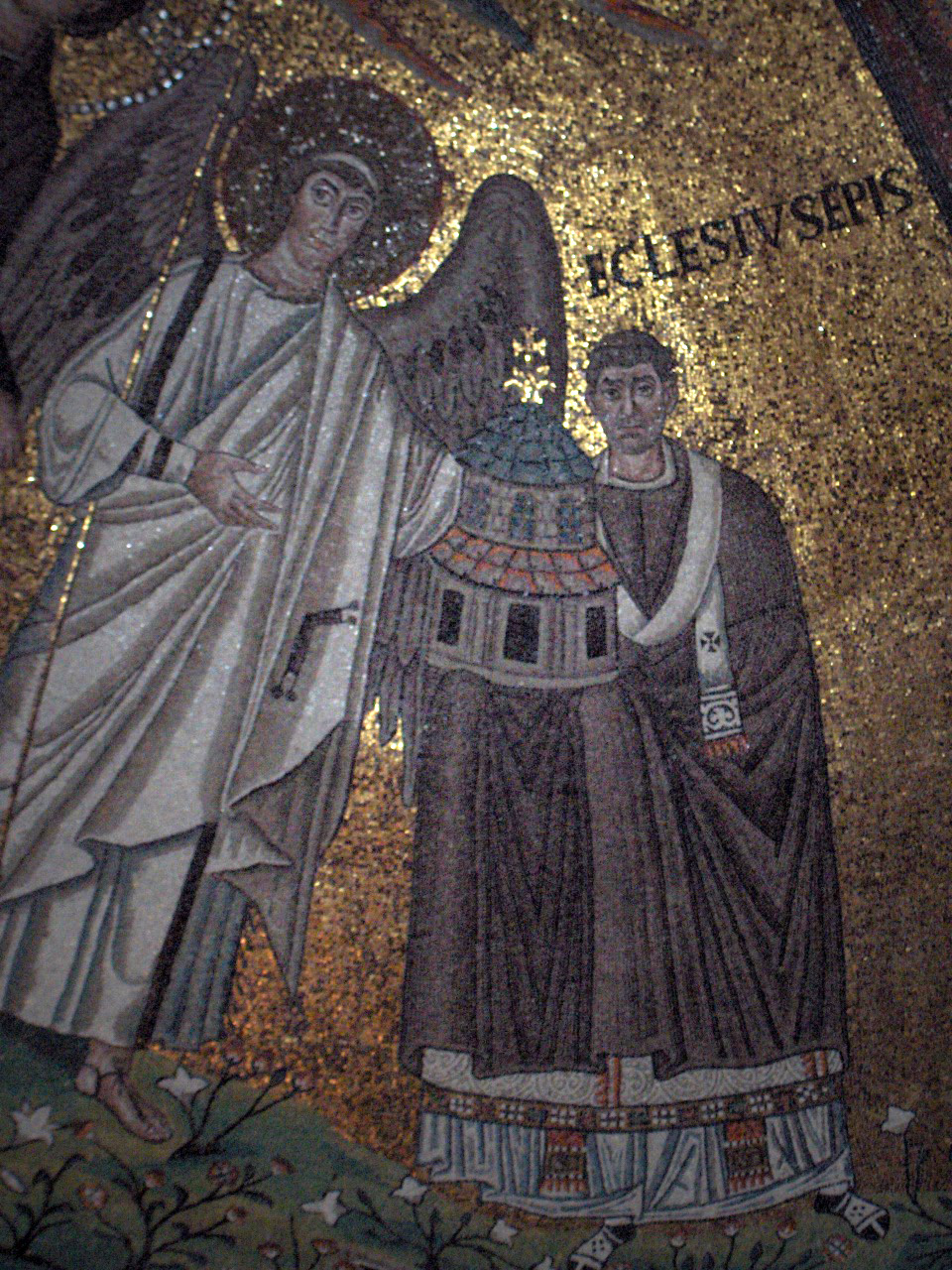
Cúpula do coral: Um Anjo Oferece um modelo de igreja ao Bispo Ecclesius, Basílica de São Vital em Ravena, Itália.

Os padrões pintados na pintura representam traços do estilo de Art Noveau e as formas orgânicas representam traços do movimento Arts & Crafts. Ao mesmo tempo, o plano de fundo provoca um conflito entre bi e tridimensionalidade às obras de Degas e outros artistas modernistas. Pinturas como O Beijo são manifestações visuais do espírito de fin-de-siècle porque capturam uma decadência transmitida por imagens opulentas e sensuais. O uso das folhas de ouro remete às pinturas medievais feitas em ouro, às iluminuras, e aos mosaicos antigos; e os padrões em espiral nas vestimentas alude às arte da Idade do Bronze e às gavinhas decorativas vistas na arte ocidental desde antes dos tempos clássicos. A cabeça do homem deita muito perto à borda da pintura, o que pode ser considerado um desvio dos cânones ocidentais tradicionais que refletem a influência das gravuras japonesas, assim como a composição simplificada da pintura.
O pai de Klimt foi um artesão andarilho especializado em entalhamento em ouro, porém o uso de folhas de ouro de Klimt foi inspirado por uma viagem feita à Itália em 1903. Quando visitou Ravena, observou os mosaicos bizantinos na Basílica de São Vital. Para Klimt, a planitude dos mosaicos e sua falta de perspectiva e profundidade apenas aprimorou o brilho do ouro, e assim, ele começou a realizar o uso das folhas de ouro e prata em suas próprias obras de forma sem precedentes.
Ainda também é discutido se na pintura Klimt retratou o momento em que Apolo beija Dafne, como na obra Metamorfoses, de Ovídio.
Historiadores de arte também sugerem que Klimt pode ter representado na obra o mito de Orfeu e Eurídice. Mais especificamente, Klimt parece retratar o exato momento que Orfeu se vira para acariciar Eurídice e perde seu amor para sempre. Como mostrado na pintura, a mulher sendo segurada é ligeiramente pintada de translúcida, indicando um desbotamento ou desaparecimento - conforme contado na história.

## Recepção
Klimt pintou O Beijo logo após finalizar sua série de pinturas na Universidade de Viena, o que resultou em um escândalo e as pinturas acabaram sendo criticadas como "pornográficas" e uma evidência de um "excesso de perversão" Essas obras remodelaram o artista como um enfant terrible por suas visões artísticas antiautoritárias e anti-popularistas. Ele escreveu "se você não pode agradar a todos com seus feitos e sua arte, agrade alguns".
O Beijo foi exibida ao público pela primeira vez em 1908 em Viena, no Kunstschau - edifício criado em colaboração entre Josef Hoffmann, Gustav Klimt, Otto Prutscher, Koloman Moser e outros, para coincidir com as comemorações do 60° aniversário de reinado Imperador Francisco José I da Aústria.
O Beijo, no entanto, foi recebido com grande entusiasmo, e foi comprado, mesmo não finalizado, pelo governo austríaco quando foi posto para exposição pública.